# Площадь Скандербега
Площадь Скандербега (алб. Sheshi Skënderbej) — главная площадь столицы Албании, названная в 1968 году в честь албанского национального героя — Скандербега. На площади также расположен памятник Скандербегу.

## История
Во времена Албанского королевства на территории площади располагалось несколько зданий, которые затем были уничтожены в коммунистический период. В центре площади был построен фонтан, вокруг которого была проложена дорога. На территории современного Дворца культуры ранее находился Старый рынок Тираны, а на месте современного международного отеля Тираны располагался православный собор. Национальный исторический музей занял место здания муниципалитета. На месте памятника Скандербегу располагался памятник Иосифу Сталину. На участке между Национальным историческим музеем и Банком Албании был установлен монумент албанскому лидеру Энверу Ходжи, который затем снесли студенты во время демонстраций в 1991 году. В 2000 году мэром Тираны стал Эди Рама, который приступил к плану по приданию площади современного европейского облика. В марте 2010 года площадь стала доступной только для пешеходов и общественного транспорта. Проект финансировался государством Кувейт. В сентябре 2011 года новый мэр Тираны Лулзим Баша сделал территорию площади доступной для автолюбителей и распорядился проложить велосипедные дорожки.